# Anita, la cazadora de insectos
Anita, la cazadora de insectos é um filme hondurenho do género drama, realizado e escrito por Hispano Durón, com base no conto homónimo de Roberto Castillo e protagonizado por Marcela Flores, Jessy Casco, Anibal Barletta, Tania Hernández e Oscar Amaya.
Ganhou o prémio de melhor produção no Festival Ícaro.

## Argumento
A história fala sobre uma jovem que foge da sua casa, por sentir-se incompreendida pelos pais e rejeitada pelos amigos, para além de ter uma obsessão em colecionar insetos.

## Elenco
- Marcela Flores como Anita
- Jessy Casco como Mamá Fernández
- Anibal Barletta como Anibal Fernández
- Tania Hernández como Rosibel
- Oscar Amaya como professor García
- Jorge Osorto como Hector

## Produção
Anita, la cazadora de insectos foi coproduzida pelo Centro de Recursos de Aprendizagem (CRA) da Universidade Nacional Autónoma das Honduras (UNAH).